# Refuge de Tuquerouye
Das Refuge de Tuquerouye oder Refuge Lourde-Rocheblave deutsch Tuquerouye Schutzhütte ist eine Schutzhütte der Sektion Lourdes Cauterets des Club Alpin Français. Sie liegt in den Pyrenäen an der Tuquerouye-Bresche (2666 m), mit Blick auf den Monte Perdido, im zentralen Bereich vom Pyrenäen Nationalpark. Es ist das älteste und das höchste der Pyrenäen.

## Geschichte

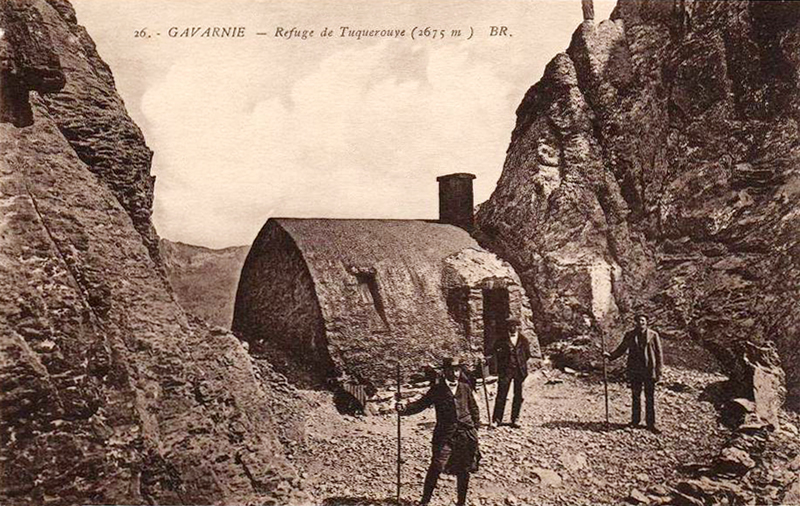
Das Refuge de Tuquerouye

Die Tuquerouye Schutzhütte wurde von Léonce Lourde-Rocheblave aus Bordeaux entworfen. Das Konstruktionsprinzip heißt ogival, bezogen auf die Integration in die Landschaft, den größtmöglichen Widerstand unter den schwierigen Bedingungen des Hochgebirges und die technischen Konstruktionsbedingungen, für die es notwendig ist, den Materialtransport so weit wie möglich zu vermeiden Äußere. Es handelt sich also um eine massive Konstruktion aus vor Ort entnommenen Steinen, die ein gebrochenes Tonnengewölbe bildet. Es gibt nur wenige Öffnungen, wobei die Hauptsache darin besteht, einen soliden und leicht zu heizenden Schutzraum zu schaffen. Lourdes-Rocheblave schloss eine Vereinbarung mit dem Unternehmer Fournou aus Gavarnie. Die notwendigen Materialien wurden mit Maultieren bis zum Fuße des Tuquerouye-Korridors gesammelt und dann von Gavarnie-Führern bis zum Bruch gehoben. Die Einweihung des Gebäudes erfolgte am 5. August 1890. Einige Tage später kletterte der Reiseleiter François Bernat-Salles von Gavarnie aus, mit der Statue der Jungfrau auf dem Rücken (75 Kilo), die über der Schutzhütte aufgestellt werden sollte. 1927 erweiterte der Architekt Touzin die Zuflucht, indem er einfach ein Gebäude baute, das mit dem ersten identisch ist. Die Hütte wurde 1999 renoviert, das Dach wurde 2005 erneuert. Eine in der Wand des Bruchs versiegelte Plakette erinnert an Louis Robach (1871–1959), der 43 Mal den Perdu bestieg.

## Zugänge
Die Schutzhütte wird nicht bewartet. Sie bietet 12 feste Plätze, Decken und Matratzen, einen Mehrstoffofen. Sie wird von der Sektion Lourdes des Club Alpin Français verwaltet.
Der Zugang erfolgt von Frankreich aus, von Gavarnie über Les Espuguettes und La Hourquette d'Alans von Gèdre und Héas, über den Gloriettes-Staudamm und den Cirque d'Estaubé. Dann muss man den Tuquerouye Korridor hinaufgehen, 300 m Schnee (oder Geröll im Sommer) mit einem steilen Abhang, der den Einsatz von Steigeisen und guter Technik erfordert.